# Wild Bill is vermoord
Wild Bill is vermoord is een stripalbum dat voor het eerst is uitgegeven in juni 1999 met Hermann Huppen als schrijver, tekenaar en inkleurder. Deze uitgave werd uitgegeven door Dupuis in de collectie vrije vlucht. Deze strip werd nog eens heruitgegeven door Dupuis in oktober 2009 en door SAF (Strip Art Features) in 1999.